# Anastasia, die falsche Zarentochter
Anastasia, die falsche Zarentochter ist ein deutscher Historienstummfilm aus dem Jahre 1928 von Arthur Bergen mit Lee Parry in der Titelrolle.

## Handlung
In dieser fiktiven Handlung, die auf der seit 2007 als falsch erwiesenen (siehe unten) Prämisse beruht, dass es sich bei der jungen Frau tatsächlich um die jüngste Zarentochter Anastasia handelt, taucht zu Beginn der 1920er Jahre eine junge Frau, halb verhungert und in einem elendigen Zustand, in Berlin auf und behauptet, Anastasia, die Tochter des ermordeten Zaren von Russland, Nikolaus II., zu sein. Sie ist nur eine von mehreren Frauen, die nach 1918 irgendwo auftauchten und vorgaben, Anastasia zu sein. Daher wird ihr zunächst nicht allzu viel Aufmerksamkeit beigemessen. Die junge Frau findet zunächst Beschäftigung als Statistin bei einem in Berlin gedrehten „Anastasia“-Film, wo bereits eine falsche Anastasia eingesetzt wird. Auch die „neue Anastasia“ geht den Weg aller anderen Anastasias und meldet sich beim in Berlin residierenden russischen Großfürsten Michael, in der Hoffnung durch sein Plazet die Anerkennung als einzige und wahre Anastasia zu bekommen.
Doch der Großfürst weist sie ebenso ab wie all die anderen falschen Anastasias. Trost findet die junge Frau bei Leutnant Iwan Wolkoff, der sie einst in Russland halbtot aufgelesen und sie über die Grenze nach Deutschland geschmuggelt hatte. Wolkoff ist, politisch gesehen, Weißrusse, das heißt: er ist durch und durch zarentreu. Jetzt, im Westen, hat er mit einigen Getreuen eine Kosakentruppe auf die Beine gestellt und tritt mit ihnen in Varietés auf. Wolkoff erreicht, dass sein Schützling von der Tante der echten Anastasia vorgelassen und von ihr als echte Zarentochter anerkannt wird. Doch die junge Frau findet nur sehr schwer in dieses höfische Leben von Luxus und Reichtum zurück, das sich immer mehr als eine Scheinwelt erweist. Als man sie in eine Ehe zwingen will, flüchtet Anastasia aus den Fängen der Großfürsten-Entourage und in die Arme von Wolkoff, dem längst ihr Herz gehört. Sie will lieber ein armes aber erfülltes Leben führen als ein solches hinter goldenen Käfiggittern.

## Produktionsnotizen
Anastasia, die falsche Zarentochter entstand im National-Film-Atelier in Berlin-Tempelhof, passierte die Filmzensur am 24. November 1928 und wurde zu Beginn des darauffolgenden Monats uraufgeführt.
Die Filmbauten stammen von Otto Moldenhauer, Ernst Körner übernahm die Aufnahmeleitung.
Stummfilmveteran Max Landa gab in diesem Film seine Abschiedsvorstellung.

## Historischer Hintergrund
Die historisch verbürgte Anastasia, jüngste Tochter von Nikolaus II., dem letzten Zaren Russlands, wurde, wie der Zar und die Zarin mitsamt deren Kindern, am 17. Juli 1918 in Jekaterinburg ermordet. Bis zum Jahr 2007 gab es keine absolute Gewissheit, ob nicht doch ein direktes Mitglied der Zarenfamilie die Massenhinrichtung überlebt haben könnte.
Kurz nach dem Ersten Weltkrieg war in Berlin eine junge Frau aufgetaucht, die behauptete, Anastasia zu sein und die Erschießung durch die Bolschewiki überlebt zu haben. Sie ging in die Geschichte als Anna Anderson ein und sollte sich erst nach ihrem Tod als Betrügerin herausstellen.